# Chen Zhizhao
Chen Zhi-Zhao o Chen Zizhao (14 de marzo de 1988, Panyu, China) es un futbolista chino que juega en el club Guangzhou R&F de Cantón, China, desde 2016. El mediapunta fue el primer chino en jugar entre los mejores equipos de Brasil cuando fue contratado en 2012 por el club Corinthians de la ciudad de São Paulo que juega en la Serie A. La contratación en el fútbol sudamericano fue considerada un movimiento de mercadeo de parte del Corinthians hacia el mercado chino. En Brasil jugó únicamente cinco partidos.

## Trayectoria
Chen Zhizhao originalmente comenzó su carrera futbolística jugando para el equipo juvenil Shanghai Shenhua, sin embargo no fue capaz de entrar en el primer equipo. Él se trasladaría al Citizen AA (equipo de fútbol de Hong Kong)al inicio de la temporada de la liga 2007/08 para iniciar su carrera como futbolista profesional en la que haría su debut en competición contra Lanwa Redbull en el primer partido de la temporada con un empate 0-0. Rápidamente se estableció dentro del equipo y podría jugar en 13 partidos de liga y ver Citizen vienen en segundo lugar en la liga. A lo largo de la temporada se jugaría también en todos los partidos de Copa del Ciudadano y anotaría su primer gol en la derrota 3-1 contra Oriente AA el 24 de noviembre de 2007 en un partido de Hong Kong Shield. Sus siguientes objetivos vendría en el Hong Kong de la Copa FA en el que anotó contra AA Oriental el 10 de mayo de 2008 en un partido de semifinal que los vio ganar 1-0. Esto fue seguido por un gol en la final de la victoria de la Copa FA contra Wofoo Tai Po el 18 de mayo de 2008, que vio ganar Citizen 2-0. Anotó 10 goles y ayudó a 8 veces en 30 apariciones, que aseguró Nanchang estancia en la máxima categoría para la temporada que viene. Fue votado por los aficionados como el jugador más valioso del club en la temporada de la liga 2010. 
Chen se trasladó de nuevo a la parte continental de China y firmó un contrato de cinco años con el Nanchang Hengyuan el 26 de febrero de 2009. Anotó tres goles como Nanchang terminó segundo en la Liga China One y logró el ascenso a la máxima categoría por primera vez. Chen primera Súper temporada de la Liga era una fantasía. Anotó 10 goles y ayudó a 8 veces en 30 apariciones, que aseguró Nanchang estancia en la máxima categoría para la temporada que viene. Fue votado por los aficionados como el jugador más valioso del club en la temporada de la liga 2010.
Chen estaba vinculada con la Liga de Portugal lado de Honra CD Trofense en enero de 2011. Trofense estaba interesado con Chen, pero Nanchang Hengyuan bloqueado esta transferencia. Según el contrato de Chen con Nanchang Hengyuan el 26 de febrero de 2009, si un club de fútbol no chino proporcionó una oferta de 200.000 € (o superior) para él antes del 26 de febrero de 2011, luego de Nanchang aceptarían la transferencia sin ninguna condición. Nanchang Hengyuan insistió en que € 200.000 fue proporcionada por la agencia de Chen en lugar de que el club portugués, además, en el nuevo contrato que firmó a principios de 2010, no se refiere cada contrato, por lo que tenía razones suficientes para bloquear la transferencia. Chen se negó a regresar después de este incidente Nanchang. Él no hizo ninguna aparición en la temporada de la liga de 2011 y jugó en Panyu Pearl, un equipo de fútbol sala en su ciudad natal en su lugar.
En febrero de 2012, Chen fue cedido al Campeonato Brasileiro Série A con el Corinthians hasta el 31 de diciembre de 2013. Hizo su debut en el Corinthians en la victoria por 2-0 ante el Cruzeiro, el 17 de octubre de 2012, sustituyendo a Welder en el minuto 80. Tras jugar solo cinco partidos en dos temporadas en Brasil donde hizo una única asistencia, el delantero Chen regresó a China al club Beijing Guoan en 2014.

## Clubes
| Club                   | País      | Año             |
| ---------------------- | --------- | --------------- |
| Citizen AA             | Hong Kong | 2007 - 2009     |
| Nanchang Hengyuan F.C. | China     | 2009 - 2011     |
| Corinthians            | Brasil    | 2012 - 2014     |
| Beijing Guoan          | China     | 2014 - Presente |

## Palmarés

### Copas nacionales
| Título           | Equipo (*) | Sede      | Año  |
| ---------------- | ---------- | --------- | ---- |
| Hong Kong FA Cup | Citizen AA | Hong Kong | 2008 |